# Thugny-Trugny
Thugny-Trugny is een gemeente in het Franse departement Ardennes (regio Grand Est) en telt 243 inwoners (1999). De plaats maakt deel uit van het arrondissement Rethel.

## Geografie
De oppervlakte van Thugny-Trugny bedraagt 13,4 km², de bevolkingsdichtheid is 18,1 inwoners per km².
De onderstaande kaart toont de ligging van Thugny-Trugny met de belangrijkste infrastructuur en aangrenzende gemeenten.

## Demografie
Onderstaande figuur toont het verloop van het inwonertal (bron: INSEE-tellingen).

Vanwege een beveiligingsprobleem met de MediaWiki Graph-software is het momenteel niet mogelijk deze grafiek weer te geven. Zodra de software is bijgewerkt zal de grafiek vanzelf weer zichtbaar worden.

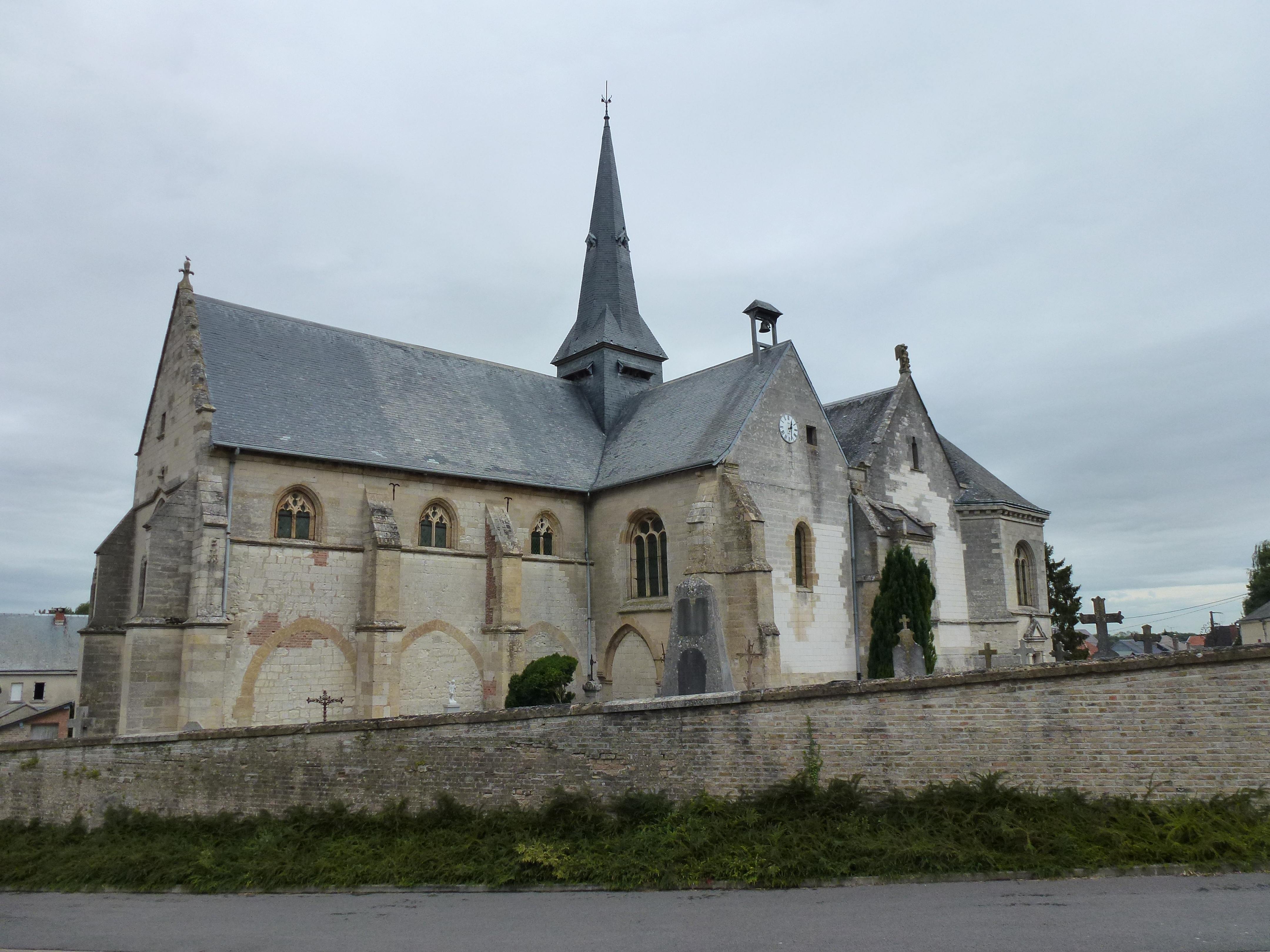
Kerk
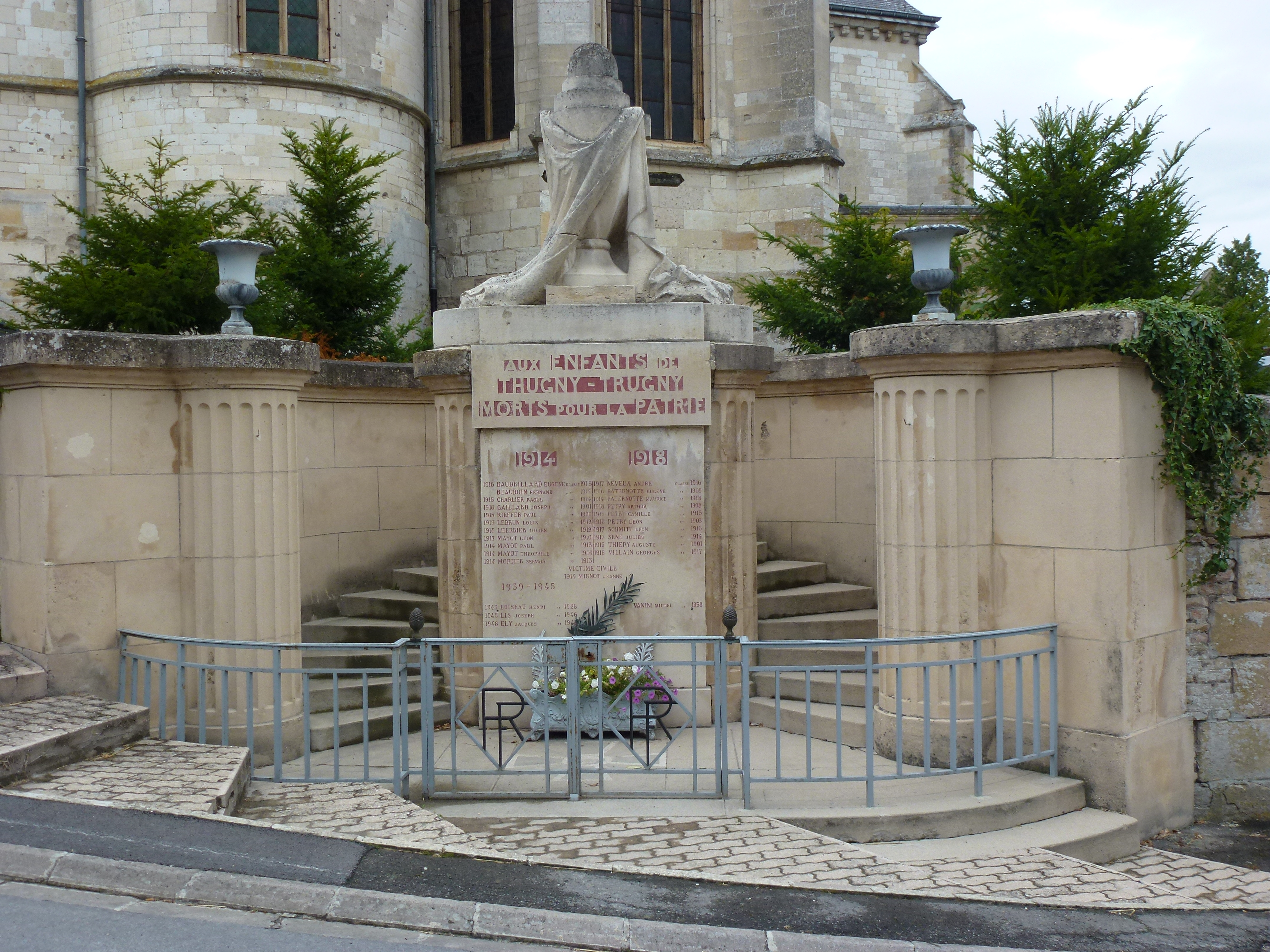
Oorlogsmonument
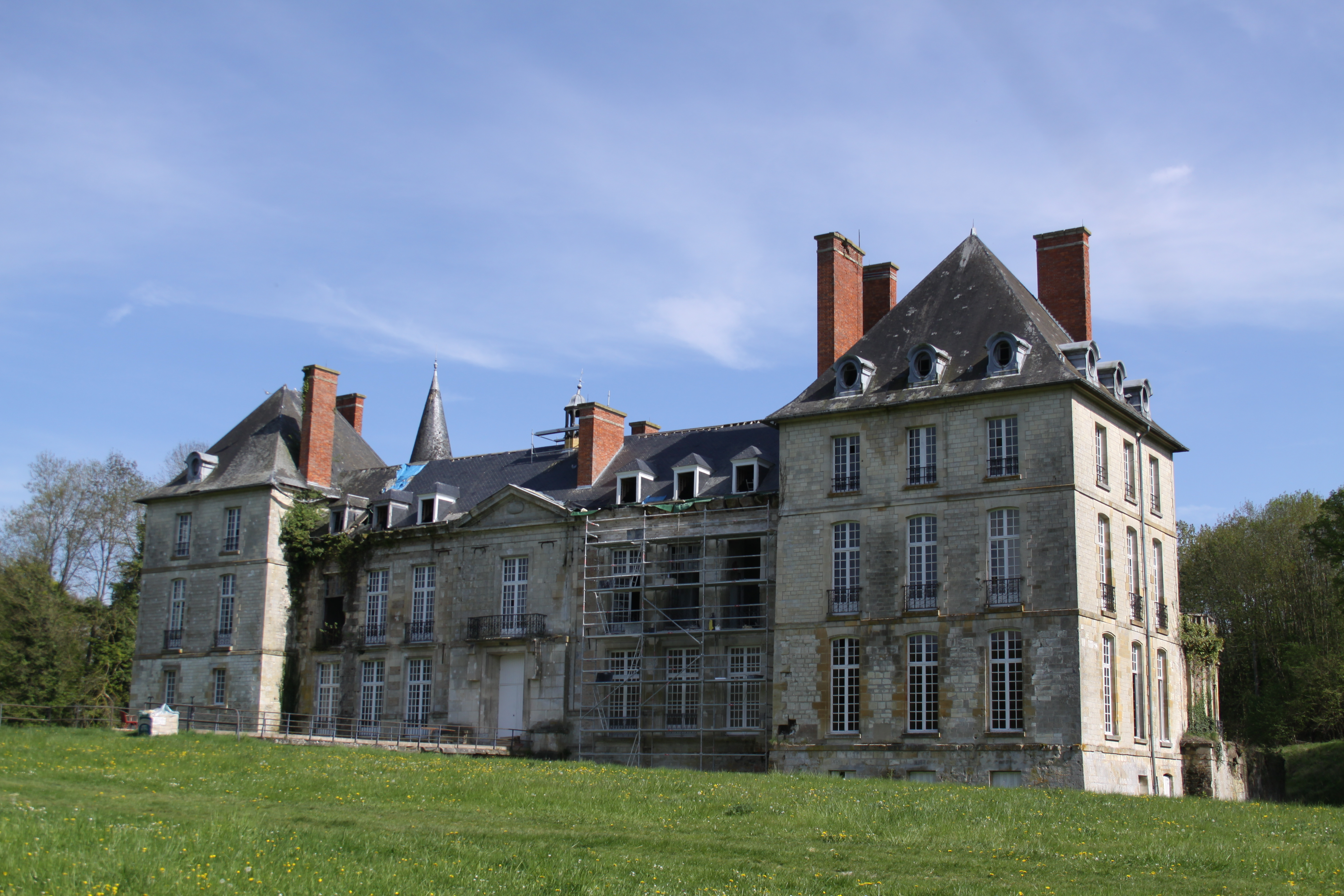
Kasteel
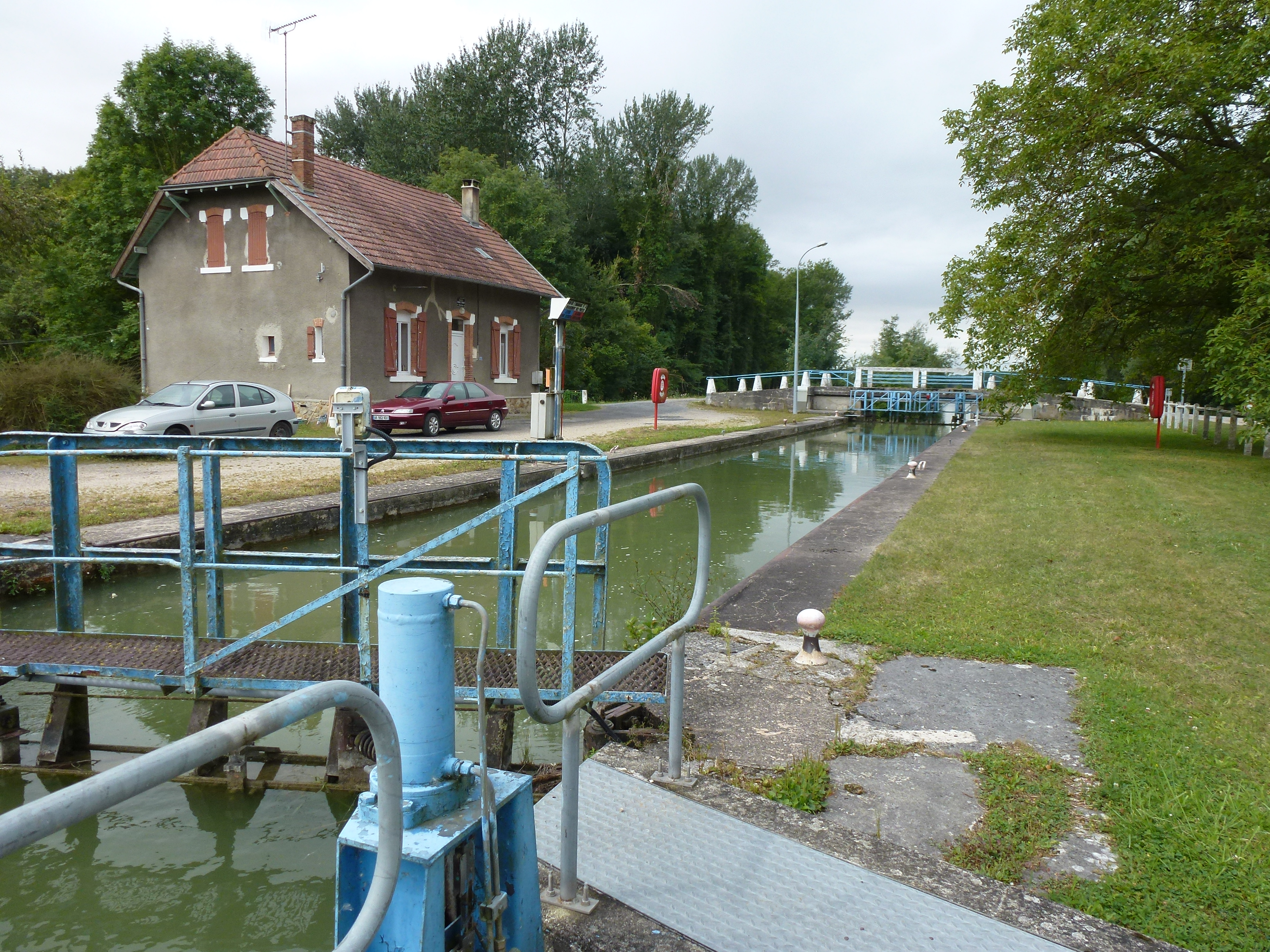
Sluis nr 8, kanaal van de Ardennes